# FCC Série 140 Andes

La Série 140 Andes des FCC (Ferrocariles Centrales del Peru: Chemins de fer du centre du Pérou) était une locomotive à vapeur de type Consolidation spécialement adaptée pour les trajets en montagne à forte pente.

## Histoire
Le trajet de 158 km entre Lima au niveau de la mer et la gare de la Galera à 4 781 m d'altitude, puis la ville de Huancayo présente des pentes jusqu'à 4,5 % infranchissables par les locomotives à vapeur classiques de l'époque. Or, le train était le seul moyen de transport, vu qu'à l'époque les avions commerciaux n'atteignaient pas cette altitude.
La série 140 atteignait une vitesse moyenne de 35 km/h. Il est à noter qu'elle emportait une quantité d'eau réduite, le réapprovisionnement étant possible sur le trajet.
La série Andes tirait des trains de passagers ou des trains chargés du cuivre des mines situées en altitude.

## Utilisation
Cette série a été aussi utilisée par la société du chemin de fer du sud de Pérou qui en possédait 20 et le chemin de fer de Cerro de Pasco qui disposait de 5 locomotives.

## Machine préservée
La locomotive n°206 a été conservée dans la ville de Lima.